# Jorn Pedersen
Jorn Pedersen (japanisch ピーダーセン 世穏 Pedersen Jorn; * 12. Dezember 1997 in der Präfektur Tokio) ist ein japanischer Fußballspieler.
Jorn Pedersen ist der Sohn eines Dänen und einer Japanerin.

## Karriere
Pedersen erlernte das Fußballspielen in der Universitätsmannschaft der Keiō-Universität. Seinen ersten Vertrag unterschrieb er 2020 bei YSCC Yokohama. Der Verein aus Yokohama spielte in der dritthöchsten Liga des Landes, der J3 League.